# 市場村 (岐阜県羽島郡)
市場村（いちばむら）はかつて岐阜県羽島郡に存在した村である。
現在の羽島市足近町の一部、及び足近町市場などに該当する。
市場村発足時は羽栗郡の村であったが、郡の合併により羽島郡の村となった。

## 歴史
- 羽栗郡西門間庄[2]
- 1889年（明治22年）7月1日 - 町村制により市場村が発足。
- 1897年（明治30年）4月1日[3] - 羽栗郡と中島郡が合併して羽島郡となる。市場村は羽島郡の村となる。
- 1897年（明治30年）4月1日 - 南宿村、北宿村、直道村、坂井村、小荒井村、南之川村と合併し、足近村が発足。同日市場村廃止。